# Covilhã
Covilhã este un oraș în Districtul Castelo Branco, Portugalia.